# Efippo
Efippo (in greco antico: Ἔφιππος?, Éphippos; IV secolo a.C. – IV secolo a.C.) è stato un poeta greco antico.

## Biografia
Poeta comico greco della commedia "di mezzo", che ebbe una certa notorietà intorno al 370 a.C.
Fu autore di dodici commedie comiche o più esattamente, si ha notizia di dodici titoli di opere comiche di cui si possiedono alcuni frammenti, circa una trentina, e nei quali si nota il suo spirito più schernitore che satirico, intento a prendere di mira un po' tutti, dal popolo ai potenti, all'Accademia Platonica, agli attori, ai medici, con una certa immediata attenzione ai costumi e agli usi del mondo circostante.
Scrisse Artemide, Busiride, Gerione, Il mercimonio, Gli efebi, Circe, Cidone, I simili, Il naugrafo (satira su Platone e la sua scuola), Il peltasta, Saffo, Filira.

## Opere
- Artemide;
- Busiride;
- Gerione;
- Il mercimonio;
- Gli efebi;
- Circe;
- Cidone;
- I simili;
- Il naugrafo;
- Il peltasta;
- Saffo;
- Filira.